# Liga Concacaf 2021
La Liga Concacaf 2021, denominada oficialmente Liga Concacaf Scotiabank por motivos de patrocinio, fue la quinta y penúltima edición de la Liga Concacaf, una competencia de clubes de fútbol para América Central, el Caribe y Norteamérica con Canadá  organizada por la Concacaf, el órgano rector regional de América del Norte, América Central y el Caribe.
El torneo fue expandido de 16 a 22 equipos desde la edición del 2019. Cinco equipos de Centroamérica, que anteriormente calificaban directamente a la Liga de Campeones de la Concacaf, ahora entran en la Liga Concacaf, mientras que un equipo canadiense, el campeón de la Canadian Premier League, también entró, aumentando los equipos totales de 31 a 32. Además, ahora un total de seis equipos calificaron desde la Liga Concacaf a la Liga de Campeones de la Concacaf, por tanto el club campeón y los otros mejores 5 equipos calificaron a la Liga de Campeones de la Concacaf 2022.
El campeón fue el club Comunicaciones, que derrotó en la final a Motagua por 6–3 en el marcador global, logrando su primer título en esta competición.

## Sistema de competición
Participaron los primeros, segundos y terceros mejor ubicados en los certámenes locales de Costa Rica, El Salvador, Guatemala, Honduras y Panamá; los mejores de Nicaragua; el campeón de Belice, el campeón de la Premier League de Canadá y el segundo y el tercero lugar del Campeonato de Clubes de la CFU y el ganador del playoff entre el cuarto lugar del Caribe y el campeón del CONCACAF Caribbean Club Shield 2020 para un total de 22 equipos
Los 22 equipos jugaron un torneo de eliminación simple. Cada eliminatoria de ida y vuelta. Si el marcador estaba empatado después del tiempo reglamentario, se utilizó la tanda de penales para determinar el ganador.
El conjunto campeón de la competencia y los mejores 5 clasificados en la tabla final se garantizaron un lugar en la Liga de Campeones de la Concacaf 2022.

### Distribución de cupos
| Federación     | Total | Octavos | Preliminar |
| -------------- | ----- | ------- | ---------- |
| Costa Rica     | 3     | 2       | 1          |
| Honduras       | 3     | 2       | 1          |
| Panamá         | 3     | 2       | 1          |
| Guatemala      | 3     | 1       | 2          |
| El Salvador    | 3     | 1       | 2          |
| Nicaragua      | 2     | 1       | 1          |
| Belice         | 1     | -       | 1          |
| Canadá         | 1     | -       | 1          |
| Caribe         | 3     | 1       | 2          |
| Ronda anterior |       | 6       |            |
| Total          | 22    | 16      | 12         |

## Calendario
El sorteo oficial se llevó a cabo el 16 de junio de 2021, a las 20:00 (ET) en Miami, Florida.
| Fase          | Ronda            | Ida                         | Vuelta                                 |
| ------------- | ---------------- | --------------------------- | -------------------------------------- |
| Eliminatorias | Ronda Preliminar | 3–12 de agosto de 2021      | 17–19 de agosto de 2021                |
| Eliminatorias | Octavos de final | 21–23 de septiembre de 2021 | 28–30 de septiembre de 2021            |
| Eliminatorias | Cuartos de final | 20–21 de octubre de 2021    | 2–3 de noviembre de 2021               |
| Eliminatorias | Semifinales      | 23–24 de noviembre de 2021  | 30 de noviembre–1 de diciembre de 2021 |
| Eliminatorias | Final            | 8 de diciembre de 2021      | 14 de diciembre de 2021                |

## Equipos
En cursiva los equipos debutantes.
| País                 | Equipo                                            | Vía de clasificación |
| -------------------- | ------------------------------------------------- | --- |
| Costa Rica 3 plazas  | Alajuelense Saprissa Santos de Guápiles           | Campeón del Torneo Apertura 2020 Campeón del Torneo Clausura 2021 Mejor posición fuera de los campeones del Torneo Clausura 2021 (Costa Rica)                                                                  |
| Honduras 3 plazas    | Olimpia Motagua Marathón                          | Campeón del Torneo Apertura 2020 y Torneo Clausura 2021 Segundo lugar en la tabla acumulada del Campeonato Primera División 2020-21 Tercer lugar en la tabla acumulada del Campeonato Primera División 2020-21 |
| Panamá 3 plazas      | Atlético Independiente Plaza Amador Universitario | Campeón del Torneo Clausura 2020 Campeón del Torneo Apertura 2021 Mejor subcampeón de la Primera División de Panamá 2020-21.                                                                                   |
| Guatemala 3 plazas   | Guastatoya Santa Lucía Comunicaciones             | Campeón del Torneo Apertura 2020 Campeón del Torneo Clausura 2021 Mejor subcampeón de la Liga Nacional 2020-21.                                                                                                |
| El Salvador 3 plazas | Alianza FAS 11 Deportivo                          | Campeón del Torneo Apertura 2020 Campeón del Torneo Clausura 2021 Segundo lugar de la Primera División de El Salvador 2020-21                                                                                  |
| Nicaragua 2 plazas   | Real Estelí Diriangén                             | Campeón del Torneo Apertura 2020 Campeón del Torneo Clausura 2021 |
| Belice 1 plaza       | Verdes                                            | Campeón de la Premier League de Belice Apertura 2019 |
| Canadá 1 plaza       | Forge                                             | Campeón de la Canadian Premier League 2020 |
| Caribe 3 plazas      | Inter Moengotapoe AS Samaritaine Metropolitan FA  | Subcampeón del Campeonato de Clubes de la CFU 2021 Tercer Lugar del Campeonato de Clubes de la CFU 2021 Cuarto Lugar del Campeonato de Clubes de la CFU 2021                                                   |

## Ronda preliminar

### Bombos
En la ronda preliminar, doce equipos se dividieron en dos bombos, en esta ocasión según lo coeficientes de países por clubes de CONCACAF. Jugarán a partido ida y vuelta para definir al equipo que jugará los octavos de final. Sólo los países vencedores avanzan de ronda.
| Bombo 1            | Bombo 2        |
| ------------------ | -------------- |
| 11 Deportivo       | AS Samaritaine |
| FAS                | Comunicaciones |
| Marathón           | Diriangén      |
| Universitario      | Santa Lucía    |
| Metropolitan FA    | Forge          |
| Santos de Guápiles | Verdes         |

### Partidos
| Equipo 1           | Agr. | Equipo 2       | Ida | Vuelta |
| ------------------ | ---- | -------------- | --- | ------ |
| 11 Deportivo       | 1–4  | Comunicaciones | 1–1 | 0–3    |
| Marathón           | 3–1  | Diriangén      | 1–0 | 2–1    |
| Santos de Guápiles | 6–1  | Verdes         | 1–0 | 5–1    |
| Universitario      | 3–0  | Samaritaine    | w/o | w/o    |
| Metropolitan       | 1–5  | Santa Lucía    | 0–3 | 1–2    |
| FAS                | 3–5  | Forge          | 1–3 | 2–2    |

## Ronda final

### Bombos
| Bombo 1                | Bombo 2            |
| ---------------------- | ------------------ |
| Alianza                | Guastatoya         |
| Atlético Independiente | Inter Moengotapoe  |
| Olimpia                | Comunicaciones     |
| Plaza Amador           | Marathón           |
| Saprissa               | Santos de Guápiles |
| Motagua                | Universitario      |
| Alajuelense            | Santa Lucía        |
| Real Estelí            | Forge              |

### Cuadro de desarrollo
|  | Octavos de final                                                             | Octavos de final                                                             | Octavos de final                                                             | Octavos de final                                                             |   |                     | Cuartos de final                                                     | Cuartos de final                                                     | Cuartos de final                                                     | Cuartos de final                                                     |  |                | Semifinales                                                                          | Semifinales                                                                          | Semifinales                                                                          | Semifinales                                                                          |  |                | Final                                                         | Final                                                         | Final                                                         | Final                                                         |  |
|  | 21 al 23 de septiembre de 2021 (ida) 28 al 30 de septiembre de 2021 (vuelta) | 21 al 23 de septiembre de 2021 (ida) 28 al 30 de septiembre de 2021 (vuelta) | 21 al 23 de septiembre de 2021 (ida) 28 al 30 de septiembre de 2021 (vuelta) | 21 al 23 de septiembre de 2021 (ida) 28 al 30 de septiembre de 2021 (vuelta) |   |                     | 20 y 21 de octubre de 2021 (ida) 2 y 3 de noviembre de 2021 (vuelta) | 20 y 21 de octubre de 2021 (ida) 2 y 3 de noviembre de 2021 (vuelta) | 20 y 21 de octubre de 2021 (ida) 2 y 3 de noviembre de 2021 (vuelta) | 20 y 21 de octubre de 2021 (ida) 2 y 3 de noviembre de 2021 (vuelta) |  |                | 23 y 24 de noviembre de 2021 (ida) 30 de noviembre y 1 de diciembre de 2021 (vuelta) | 23 y 24 de noviembre de 2021 (ida) 30 de noviembre y 1 de diciembre de 2021 (vuelta) | 23 y 24 de noviembre de 2021 (ida) 30 de noviembre y 1 de diciembre de 2021 (vuelta) | 23 y 24 de noviembre de 2021 (ida) 30 de noviembre y 1 de diciembre de 2021 (vuelta) |  |                | 8 de diciembre de 2021 (ida) 14 de diciembre de 2021 (vuelta) | 8 de diciembre de 2021 (ida) 14 de diciembre de 2021 (vuelta) | 8 de diciembre de 2021 (ida) 14 de diciembre de 2021 (vuelta) | 8 de diciembre de 2021 (ida) 14 de diciembre de 2021 (vuelta) |  |
|  |                                                                              |                                                                              |                                                                              |                                                                              |   |                     |                                                                      |                                                                      |                                                                      |                                                                      |  |                |                                                                                      |                                                                                      |                                                                                      |                                                                                      |  |                |                                                               |                                                               |                                                               |                                                               |  |
|  |                                                                              |                                                                              |                                                                              |                                                                              |   |                     |                                                                      |                                                                      |                                                                      |                                                                      |  |                |                                                                                      |                                                                                      |                                                                                      |                                                                                      |  |                |                                                               |                                                               |                                                               |                                                               |  |
|  | Alianza                                                                      | 1                                                                            | 0                                                                            | 1                                                                            |   |                     |                                                                      |                                                                      |                                                                      |                                                                      |  |                |                                                                                      |                                                                                      |                                                                                      |                                                                                      |  |                |                                                               |                                                               |                                                               |                                                               |  |
|  | Alianza                                                                      | 1                                                                            | 0                                                                            | 1                                                                            |   |                     |                                                                      |                                                                      |                                                                      |                                                                      |  |                |                                                                                      |                                                                                      |                                                                                      |                                                                                      |  |                |                                                               |                                                               |                                                               |                                                               |  |
|  | Comunicaciones                                                               | 2                                                                            | 1                                                                            | 3                                                                            |   |                     |                                                                      |                                                                      |                                                                      |                                                                      |  |                |                                                                                      |                                                                                      |                                                                                      |                                                                                      |  |                |                                                               |                                                               |                                                               |                                                               |  |
|  | Comunicaciones                                                               | 2                                                                            | 1                                                                            | 3                                                                            |   | Comunicaciones (v.) | 3                                                                    | 2                                                                    | 5                                                                    |                                                                      |  |                |                                                                                      |                                                                                      |                                                                                      |                                                                                      |  |                |                                                               |                                                               |                                                               |                                                               |  |
|  |                                                                              |                                                                              |                                                                              |                                                                              |   | Comunicaciones (v.) | 3                                                                    | 2                                                                    | 5                                                                    |                                                                      |  |                |                                                                                      |                                                                                      |                                                                                      |                                                                                      |  |                |                                                               |                                                               |                                                               |                                                               |  |
|  |                                                                              |                                                                              | Saprissa                                                                     | 4                                                                            | 1 | 5                   |                                                                      |                                                                      |                                                                      |                                                                      |  |                |                                                                                      |                                                                                      |                                                                                      |                                                                                      |  |                |                                                               |                                                               |                                                               |                                                               |  |
|  | Saprissa                                                                     | 2                                                                            | Saprissa                                                                     | 4                                                                            | 1 | 5                   | 4                                                                    | 6                                                                    |                                                                      |                                                                      |  |                |                                                                                      |                                                                                      |                                                                                      |                                                                                      |  |                |                                                               |                                                               |                                                               |                                                               |  |
|  | Saprissa                                                                     | 2                                                                            |                                                                              |                                                                              |   |                     |                                                                      |                                                                      |                                                                      |                                                                      |  |                |                                                                                      |                                                                                      |                                                                                      |                                                                                      |  |                |                                                               |                                                               |                                                               |                                                               |  |
|  | Santa Lucía                                                                  | 0                                                                            | 2                                                                            | 2                                                                            |   |                     |                                                                      |                                                                      |                                                                      |                                                                      |  |                |                                                                                      |                                                                                      |                                                                                      |                                                                                      |  |                |                                                               |                                                               |                                                               |                                                               |  |
|  | Santa Lucía                                                                  | 0                                                                            | 2                                                                            | 2                                                                            |   |                     |                                                                      |                                                                      |                                                                      |                                                                      |  | Comunicaciones | 1                                                                                    | 2                                                                                    | 3                                                                                    |                                                                                      |  |                |                                                               |                                                               |                                                               |                                                               |  |
|  |                                                                              |                                                                              |                                                                              |                                                                              |   |                     |                                                                      |                                                                      |                                                                      |                                                                      |  | Comunicaciones | 1                                                                                    | 2                                                                                    | 3                                                                                    |                                                                                      |  |                |                                                               |                                                               |                                                               |                                                               |  |
|  |                                                                              |                                                                              | Guastatoya                                                                   | 0                                                                            | 1 | 1                   |                                                                      |                                                                      |                                                                      |                                                                      |  |                |                                                                                      |                                                                                      |                                                                                      |                                                                                      |  |                |                                                               |                                                               |                                                               |                                                               |  |
|  | Alajuelense                                                                  | 1                                                                            | Guastatoya                                                                   | 0                                                                            | 1 | 1                   | 2                                                                    | 3                                                                    |                                                                      |                                                                      |  |                |                                                                                      |                                                                                      |                                                                                      |                                                                                      |  |                |                                                               |                                                               |                                                               |                                                               |  |
|  | Alajuelense                                                                  | 1                                                                            |                                                                              |                                                                              |   |                     |                                                                      |                                                                      |                                                                      |                                                                      |  |                |                                                                                      |                                                                                      |                                                                                      |                                                                                      |  |                |                                                               |                                                               |                                                               |                                                               |  |
|  | Guastatoya (v.)                                                              | 1                                                                            | 2                                                                            | 3                                                                            |   |                     |                                                                      |                                                                      |                                                                      |                                                                      |  |                |                                                                                      |                                                                                      |                                                                                      |                                                                                      |  |                |                                                               |                                                               |                                                               |                                                               |  |
|  | Guastatoya (v.)                                                              | 1                                                                            | 2                                                                            | 3                                                                            |   | Guastatoya (w/o)    | -                                                                    | -                                                                    | -                                                                    |                                                                      |  |                |                                                                                      |                                                                                      |                                                                                      |                                                                                      |  |                |                                                               |                                                               |                                                               |                                                               |  |
|  |                                                                              |                                                                              |                                                                              |                                                                              |   | Guastatoya (w/o)    | -                                                                    | -                                                                    | -                                                                    |                                                                      |  |                |                                                                                      |                                                                                      |                                                                                      |                                                                                      |  |                |                                                               |                                                               |                                                               |                                                               |  |
|  |                                                                              |                                                                              | N/A                                                                          | -                                                                            | - | -                   |                                                                      |                                                                      |                                                                      |                                                                      |  |                |                                                                                      |                                                                                      |                                                                                      |                                                                                      |  |                |                                                               |                                                               |                                                               |                                                               |  |
|  | Olimpia                                                                      | 6                                                                            | N/A                                                                          | -                                                                            | - | -                   | -                                                                    | -                                                                    |                                                                      |                                                                      |  |                |                                                                                      |                                                                                      |                                                                                      |                                                                                      |  |                |                                                               |                                                               |                                                               |                                                               |  |
|  | Olimpia                                                                      | 6                                                                            |                                                                              |                                                                              |   |                     |                                                                      |                                                                      |                                                                      |                                                                      |  |                |                                                                                      |                                                                                      |                                                                                      |                                                                                      |  |                |                                                               |                                                               |                                                               |                                                               |  |
|  | Inter Moengotapoe                                                            | 0                                                                            | -                                                                            | -                                                                            |   |                     |                                                                      |                                                                      |                                                                      |                                                                      |  |                |                                                                                      |                                                                                      |                                                                                      |                                                                                      |  |                |                                                               |                                                               |                                                               |                                                               |  |
|  | Inter Moengotapoe                                                            | 0                                                                            | -                                                                            | -                                                                            |   |                     |                                                                      |                                                                      |                                                                      |                                                                      |  |                |                                                                                      |                                                                                      |                                                                                      |                                                                                      |  | Comunicaciones | 2                                                             | 4                                                             | 6                                                             |                                                               |  |
|  |                                                                              |                                                                              |                                                                              |                                                                              |   |                     |                                                                      |                                                                      |                                                                      |                                                                      |  |                |                                                                                      |                                                                                      |                                                                                      |                                                                                      |  | Comunicaciones | 2                                                             | 4                                                             | 6                                                             |                                                               |  |
|  |                                                                              |                                                                              | Motagua                                                                      | 1                                                                            | 2 | 3                   |                                                                      |                                                                      |                                                                      |                                                                      |  |                |                                                                                      |                                                                                      |                                                                                      |                                                                                      |  |                |                                                               |                                                               |                                                               |                                                               |  |
|  | Atlético Independiente                                                       | 0                                                                            | Motagua                                                                      | 1                                                                            | 2 | 3                   | 0                                                                    | 0                                                                    |                                                                      |                                                                      |  |                |                                                                                      |                                                                                      |                                                                                      |                                                                                      |  |                |                                                               |                                                               |                                                               |                                                               |  |
|  | Atlético Independiente                                                       | 0                                                                            |                                                                              |                                                                              |   |                     |                                                                      |                                                                      |                                                                      |                                                                      |  |                |                                                                                      |                                                                                      |                                                                                      |                                                                                      |  |                |                                                               |                                                               |                                                               |                                                               |  |
|  | Forge                                                                        | 0                                                                            | 2                                                                            | 2                                                                            |   |                     |                                                                      |                                                                      |                                                                      |                                                                      |  |                |                                                                                      |                                                                                      |                                                                                      |                                                                                      |  |                |                                                               |                                                               |                                                               |                                                               |  |
|  | Forge                                                                        | 0                                                                            | 2                                                                            | 2                                                                            |   | Forge               | 1                                                                    | 3                                                                    | 4                                                                    |                                                                      |  |                |                                                                                      |                                                                                      |                                                                                      |                                                                                      |  |                |                                                               |                                                               |                                                               |                                                               |  |
|  |                                                                              |                                                                              |                                                                              |                                                                              |   | Forge               | 1                                                                    | 3                                                                    | 4                                                                    |                                                                      |  |                |                                                                                      |                                                                                      |                                                                                      |                                                                                      |  |                |                                                               |                                                               |                                                               |                                                               |  |
|  |                                                                              |                                                                              | Santos de Guápiles                                                           | 3                                                                            | 0 | 3                   |                                                                      |                                                                      |                                                                      |                                                                      |  |                |                                                                                      |                                                                                      |                                                                                      |                                                                                      |  |                |                                                               |                                                               |                                                               |                                                               |  |
|  | Plaza Amador                                                                 | 0                                                                            | Santos de Guápiles                                                           | 3                                                                            | 0 | 3                   | 0                                                                    | 0                                                                    |                                                                      |                                                                      |  |                |                                                                                      |                                                                                      |                                                                                      |                                                                                      |  |                |                                                               |                                                               |                                                               |                                                               |  |
|  | Plaza Amador                                                                 | 0                                                                            |                                                                              |                                                                              |   |                     |                                                                      |                                                                      |                                                                      |                                                                      |  |                |                                                                                      |                                                                                      |                                                                                      |                                                                                      |  |                |                                                               |                                                               |                                                               |                                                               |  |
|  | Santos de Guápiles                                                           | 1                                                                            | 2                                                                            | 3                                                                            |   |                     |                                                                      |                                                                      |                                                                      |                                                                      |  |                |                                                                                      |                                                                                      |                                                                                      |                                                                                      |  |                |                                                               |                                                               |                                                               |                                                               |  |
|  | Santos de Guápiles                                                           | 1                                                                            | 2                                                                            | 3                                                                            |   |                     |                                                                      |                                                                      |                                                                      |                                                                      |  | Forge          | 2                                                                                    | 0                                                                                    | 2                                                                                    |                                                                                      |  |                |                                                               |                                                               |                                                               |                                                               |  |
|  |                                                                              |                                                                              |                                                                              |                                                                              |   |                     |                                                                      |                                                                      |                                                                      |                                                                      |  | Forge          | 2                                                                                    | 0                                                                                    | 2                                                                                    |                                                                                      |  |                |                                                               |                                                               |                                                               |                                                               |  |
|  |                                                                              |                                                                              | Motagua (v.)                                                                 | 2                                                                            | 0 | 2                   |                                                                      |                                                                      |                                                                      |                                                                      |  |                |                                                                                      |                                                                                      |                                                                                      |                                                                                      |  |                |                                                               |                                                               |                                                               |                                                               |  |
|  | Motagua                                                                      | 2                                                                            | Motagua (v.)                                                                 | 2                                                                            | 0 | 2                   | 1                                                                    | 3                                                                    |                                                                      |                                                                      |  |                |                                                                                      |                                                                                      |                                                                                      |                                                                                      |  |                |                                                               |                                                               |                                                               |                                                               |  |
|  | Motagua                                                                      | 2                                                                            |                                                                              |                                                                              |   |                     |                                                                      |                                                                      |                                                                      |                                                                      |  |                |                                                                                      |                                                                                      |                                                                                      |                                                                                      |  |                |                                                               |                                                               |                                                               |                                                               |  |
|  | Universitario                                                                | 2                                                                            | 0                                                                            | 2                                                                            |   |                     |                                                                      |                                                                      |                                                                      |                                                                      |  |                |                                                                                      |                                                                                      |                                                                                      |                                                                                      |  |                |                                                               |                                                               |                                                               |                                                               |  |
|  | Universitario                                                                | 2                                                                            | 0                                                                            | 2                                                                            |   | Motagua             | 2                                                                    | 2                                                                    | 4                                                                    |                                                                      |  |                |                                                                                      |                                                                                      |                                                                                      |                                                                                      |  |                |                                                               |                                                               |                                                               |                                                               |  |
|  |                                                                              |                                                                              |                                                                              |                                                                              |   | Motagua             | 2                                                                    | 2                                                                    | 4                                                                    |                                                                      |  |                |                                                                                      |                                                                                      |                                                                                      |                                                                                      |  |                |                                                               |                                                               |                                                               |                                                               |  |
|  |                                                                              |                                                                              | Marathón                                                                     | 0                                                                            | 0 | 0                   |                                                                      |                                                                      |                                                                      |                                                                      |  |                |                                                                                      |                                                                                      |                                                                                      |                                                                                      |  |                |                                                               |                                                               |                                                               |                                                               |  |
|  | Real Estelí                                                                  | 0                                                                            | Marathón                                                                     | 0                                                                            | 0 | 0                   | 2                                                                    | 2 (4)                                                                |                                                                      |                                                                      |  |                |                                                                                      |                                                                                      |                                                                                      |                                                                                      |  |                |                                                               |                                                               |                                                               |                                                               |  |
|  | Real Estelí                                                                  | 0                                                                            |                                                                              |                                                                              |   |                     |                                                                      |                                                                      |                                                                      |                                                                      |  |                |                                                                                      |                                                                                      |                                                                                      |                                                                                      |  |                |                                                               |                                                               |                                                               |                                                               |  |
|  | Marathón (p.)                                                                | 2                                                                            | 0                                                                            | 2 (5)                                                                        |   |                     |                                                                      |                                                                      |                                                                      |                                                                      |  |                |                                                                                      |                                                                                      |                                                                                      |                                                                                      |  |                |                                                               |                                                               |                                                               |                                                               |  |
|  | Marathón (p.)                                                                | 2                                                                            | 0                                                                            | 2 (5)                                                                        |   |                     |                                                                      |                                                                      |                                                                      |                                                                      |  |                |                                                                                      |                                                                                      |                                                                                      |                                                                                      |  |                |                                                               |                                                               |                                                               |                                                               |  |
|  |                                                                              |                                                                              |                                                                              |                                                                              |   |                     |                                                                      |                                                                      |                                                                      |                                                                      |  |                |                                                                                      |                                                                                      |                                                                                      |                                                                                      |  |                |                                                               |                                                               |                                                               |                                                               |  |

### Octavos de final
| Equipo 1               | Agr.         | Equipo 2           | Ida | Vuelta    |
| ---------------------- | ------------ | ------------------ | --- | --------- |
| Alianza                | 1–3          | Comunicaciones     | 1–2 | 0–1       |
| Saprissa               | 6–2          | Santa Lucía        | 2–0 | 4–2       |
| Alajuelense            | 3–3 (v.)     | Guastatoya         | 1–1 | 2–2       |
| Olimpia                | Desc.        | Inter Moengotapoe  | 6–0 | Cancelado |
| Atlético Independiente | 0–2          | Forge              | 0–0 | 0–2       |
| Plaza Amador           | 0–3          | Santos de Guápiles | 0–1 | 0–2       |
| Motagua                | 3–2          | Universitario      | 2–2 | 1–0       |
| Real Estelí            | 2–2 (4–5 p.) | Marathón           | 0–2 | 2–0       |

### Cuartos de final
| Equipo 1       | Agr.     | Equipo 2           | Ida | Vuelta |
| -------------- | -------- | ------------------ | --- | ------ |
| Comunicaciones | 5–5 (v.) | Saprissa           | 3–4 | 2–1    |
| Guastatoya     | Bye      | N/A                | –   | –      |
| Forge          | 4–3      | Santos de Guápiles | 1–3 | 3–0    |
| Motagua        | 4–0      | Marathón           | 2–0 | 2–0    |

### Semifinales
| Equipo 1       | Agr.     | Equipo 2   | Ida | Vuelta |
| -------------- | -------- | ---------- | --- | ------ |
| Comunicaciones | 3–1      | Guastatoya | 1–0 | 2–1    |
| Motagua        | 2–2 (v.) | Forge      | 2–2 | 0–0    |

### Final
| Equipo 1       | Agr. | Equipo 2 | Ida | Vuelta |
| -------------- | ---- | -------- | --- | ------ |
| Comunicaciones | 6–3  | Motagua  | 2–1 | 4–2    |

|                                    |
| Bandera de Guatemala               |
| Campeón Comunicaciones 1.er título |

## Estadísticas

### Clasificación a la Liga de Campeones de la Concacaf
Comenzando desde los octavos de final, los equipos son colocados en base a sus resultados (excluyendo la ronda preliminar). Basados en el ranking, los mejores seis equipos, o sea, el campeón, el subcampeón, ambos perdedores de las semifinales, y los mejores dos perdedores de los cuartos de final, clasificaron para la Liga de Campeones de la Concacaf 2022.
| Pos. | Equipo             | Pts. | PJ | G | E | P | GF | GC | Dif. | Clasificación                                           |
| ---- | ------------------ | ---- | -- | - | - | - | -- | -- | ---- | ------------------------------------------------------- |
| 1    | Comunicaciones     | 21   | 8  | 7 | 0 | 1 | 17 | 10 | +7   | Finalistas; Liga de Campeones de la Concacaf 2022       |
| 2    | Motagua            | 12   | 8  | 3 | 3 | 2 | 12 | 10 | +2   | Finalistas; Liga de Campeones de la Concacaf 2022       |
|      |                    |      |    |   |   |   |    |    |      |                                                         |
| 3    | Forge              | 9    | 6  | 2 | 3 | 1 | 8  | 5  | +3   | Semifinalistas; Liga de Campeones de la Concacaf 2022   |
| 4    | Guastatoya         | 2    | 4  | 0 | 2 | 2 | 4  | 6  | −2   | Semifinalistas; Liga de Campeones de la Concacaf 2022   |
|      |                    |      |    |   |   |   |    |    |      |                                                         |
| 5    | Saprissa           | 9    | 4  | 3 | 0 | 1 | 11 | 7  | +4   | Cuartos de final; Liga de Campeones de la Concacaf 2022 |
| 6    | Santos de Guápiles | 9    | 4  | 3 | 0 | 1 | 6  | 4  | +2   | Cuartos de final; Liga de Campeones de la Concacaf 2022 |
| 7    | Marathón           | 3    | 4  | 1 | 0 | 3 | 2  | 6  | −4   | Cuartos de final                                        |
|      |                    |      |    |   |   |   |    |    |      |                                                         |
| 8    | Real Estelí        | 3    | 2  | 1 | 0 | 1 | 2  | 2  | 0    | Octavos de final                                        |
| 9    | Alajuelense        | 2    | 2  | 0 | 2 | 0 | 3  | 3  | 0    | Octavos de final                                        |
| 10   | Universitario      | 1    | 2  | 0 | 1 | 1 | 2  | 3  | −1   | Octavos de final                                        |
| 11   | Independiente      | 1    | 2  | 0 | 1 | 1 | 0  | 2  | −2   | Octavos de final                                        |
| 12   | Alianza            | 0    | 2  | 0 | 0 | 2 | 1  | 3  | −2   | Octavos de final                                        |
| 13   | Santa Lucía        | 0    | 2  | 0 | 0 | 2 | 2  | 6  | −4   | Octavos de final                                        |
| 14   | Plaza Amador       | 0    | 2  | 0 | 0 | 2 | 0  | 3  | −3   | Octavos de final                                        |
| 15   | Olimpia            | 3    | 1  | 1 | 0 | 0 | 6  | 0  | +6   | Descalificados                                          |
| 16   | Inter Moengotapoe  | 0    | 1  | 0 | 0 | 1 | 0  | 6  | −6   | Descalificados                                          |

 Fuente: CONCACAF
Criterios de clasificación: 1) Puntos; 2) Gol diferencia; 3) Goles anotados; 4) Goles de visitante; 5) Partidos ganados; 6) Partidos de visitante ganados; 7) Puntos disciplinarios (un punto por tarjeta amarilla, 3 puntos por tarjeta roja indirecta, 4 puntos por tarjeta roja directa, 5 puntos por tarjeta amarilla y tarjeta roja directa); 8) Sorteo (Regulaciones Artículo 12.10.4).

### Goleadores
| Jugador         | Club           |   | PJ |
| --------------- | -------------- | - | -- |
| Juan Anangonó   | Comunicaciones | 6 | 10 |
| Andrés Lezcano  | Comunicaciones | 5 | 10 |
| Roberto Moreira | Motagua        | 4 | 6  |
| Júnior Lacayo   | Comunicaciones | 4 | 8  |